# 雪月花 (湘南乃風の曲)
「雪月花」（せつげっか）は、湘南乃風の13枚目のシングル。2012年11月28日にトイズファクトリーから発売された。

## 概要
- 前作から約5ヵ月振りとなるシングルであり、湘南乃風としては初のクリスマスシーズンでの新曲でもある。

## 収録曲
1. 雪月花
（作詞・編曲：湘南乃風 / 作曲：AILI、湘南乃風）
テレビ朝日系「お願い!ランキング」12月期エンディングテーマ
2. EMERGENCY
（作詞・作曲・編曲：湘南乃風）
3. 曖歌-Acoustic Ver.-
（作詞：湘南乃風 / 作曲：湘南乃風、Amin03 / 編曲：NODATIN）
4. 雪月花 -inst.-
5. EMERGENCY -inst.-

| スタブアイコン | サブスタブ | この項目は、まだ閲覧者の調べものの参照としては役立たない、シングルに関連した書きかけの項目です。この項目を加筆・訂正などしてくださる協力者を求めています（P:音楽/PJ:楽曲）。 |